# アイメレク・モニィーク
アイメレク・モニィーク（Aymelek Monique、1997年2月17日 - ）は、日本の女子バスケットボール選手である。ポジションはフォワード。ニックネームは「メル」。

## 経歴
アメリカ生まれ、愛知県育ち。
安城学園高等学校進学後、3年次の2014年ウインターカップ4位、個人としてベスト5。
愛知学泉大学4年次の2018年にインカレ準優勝、個人として敢闘賞。また第56回東海学生バスケットボール大会でチーム優勝および最優秀選手賞、第67回西日本学生バスケットボール選手権大会でチーム優勝および最優秀選手賞を獲得。
2019年、東京羽田ヴィッキーズに入団した。
2019年7月、ナポリで開催されたユニバーシアードに日本代表として選出され、出場した（4位）。
2021年4月、東京オリンピックに向けた日本代表候補に選出され、合宿に参加したが、心身のコンディション不良もあり、2021-22シーズンの大半はチームに帯同できず、同シーズンの契約満了を以って東京羽田を退団。現役引退を発表した。

## 日本代表歴
- 2019 ユニバーシアード4位

## 人物
自身の得意なプレーとして、3Pシュートとポストプレイを挙げている。